# Kallikantzaros
Un kallikantzaros est un gobelin ou un lutin malveillant issu du folklore balkanique, chypriote et turc. Il vit habituellement sous terre mais sort à la surface du 25 décembre au 6 janvier, soit au solstice d'hiver et pour la quinzaine de jours où le soleil cesse ses mouvements saisonniers. 

## Étymologie
Le mot kallikantzaros (bulgare karakondžul, serbo-croate karakondžula, albanais karkanxholl, turc karakoncolos, karakoncul) est un emprunt au turc ottoman قره قونجلوس karakoncolos, composé de kara « noir » et koncolos, konçul « croquemitaine, loup-garou ». D’autres dériveraient d'une manière peu plausible kallikantzaros (Καλλικάντζαρος / Kallikántzaros, au pluriel Kallikantzaroi) du grec kalos kentauros, qui signifierait « bon centaure », expression incohérente par rapport à ce qu'elle désigne.

## Légendes
En grec, kallikantzaros désigne tous les êtres de petite taille laids et malicieux de manière générale. Il semble être un équivalent des leprechauns irlandais ainsi que des gnomes et des gobelins anglais.

### Les kallikantzaros et l'arbre du monde
Le kallikantzaros séjourne d'habitude sous terre et sa principale occupation est de scier l'arbre du monde afin qu'il s'effondre avec la Terre. Cependant, quand ils sont sur le point de terminer leur besogne, Noël arrive et ils viennent à la surface en oubliant l'arbre pour se mettre à jouer de mauvais tours aux mortels. Finalement, quand vient l'épiphanie, le 6 janvier, le soleil reprend ses mouvements et ils retournent sous terre pour reprendre leur travail de destruction. Ils voient alors que durant leur absence, l'arbre du monde s'est régénéré, ils recommencent donc à le scier jusqu'au Noël suivant, dans un cycle sans fin.

### Apparence

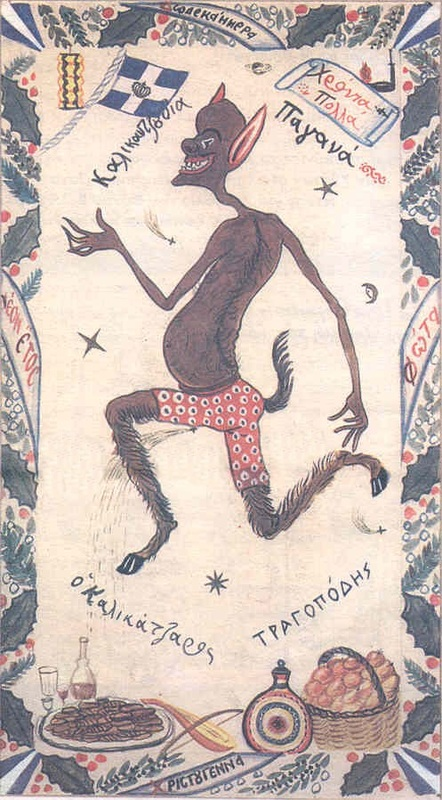
Un Kallikantzaros.

L'apparence des kallikantzaroi varie selon la région où ils sont mentionnés. Certaines légendes grecques rapportent qu'ils ont des parties animales comme un corps velu, des jambes de cheval et des défenses de sanglier, parfois énormes, d'autres fois plus petites. D'autres descriptions en font des humanoïdes de petite taille à l'odeur nauséabonde. Ils sont généralement mâles, avec un énorme sexe.

### Protection
Les kallikantzaroi étant des créatures de la nuit, il existe de nombreux moyens de s'en protéger pendant les jours où ils errent à la surface de la terre. L'une de ces méthodes consiste à laisser une passoire devant la porte : si un kallikantzaros approche avec des mauvaises intentions, il s'assiéra et comptera les trous jusqu'à ce que le soleil se lève et qu'il soit forcé de se cacher. Les kallikantzaroi ne peuvent pas compter au-delà de 2, puisque 3 est un chiffre sacré, et qu'en le prononçant, ils se tuent eux-mêmes. Une autre méthode de protection consiste à laisser un feu brûler dans la cheminée toute la nuit afin qu'ils ne puissent pas entrer par là.
La légende veut que tout enfant né au cours des douze jours des Saturnales (17 au 23 décembre) risque de se transformer en kallikantzaros à chaque saison de Noël à partir de l'âge adulte. L'antidote consisterait à entourer le berceau de l'enfant de tresses d'ail ou de paille, ou à brûler les orteils de l'enfant.